# Dollar (film)
Dollar är en svensk film från 1938 i regi av Gustaf Molander. Det är en filmatisering av Hjalmar Bergmans pjäs med samma namn och filmmanuset skrevs av hans hustru Stina Bergman.

## Handling
Handlingen kretsar kring tre problematiska överklassäktenskap. Alla är barndomsvänner, och vissa av dem flirtar med varandra. Direktör Kurt Baltzar är gift med skådespelaren Julia, och makens ständiga arbetande tänjer på samlivet. Louis Brenner som är gift med den sköra Sussi har spelskulder. Godsägare Ludvig von Batthwyhl, med sin ständigt återkommande replik "kors i jissenamn!", är gift med Katja som uppvaktas flitigt av Kurt. När Julia får höra talas om Louis spelskuld börjar hon sälja av aktier i makens företag Sveaverken vilket skapar kalabalik på börsen.
Motsättningarna når sin kulmen då de tre paren på ett fjällhotell i Åre råkar ut för amerikanskan Mary Jonston. Hon är släkt med Kurt och planerar att placera pengar i Sverige. Hon har när hon anländer mycket att säga till om, men utmanas snart av sanatorieläkare Johnson och slår vad med honom om att hon kan bota Sussi, som på hotellet drabbats av en psykisk förlamning.

## Om filmen
Dollar hade premiär 5 september 1938 på biograf China i Stockholm.  Åke Dahlqvist stod bakom filmens foto.

## Rollista
- Ingrid Bergman - Julia Balzar, skådespelerska
- Georg Rydeberg - Kurt Balzar, direktör
- Tutta Rolf - Sussi Brenner
- Kotti Chave - Löjtnant Louis Brenner
- Birgit Tengroth - Kattja von Battwyhl
- Håkan Westergren - Greve Ludvig von Battwhyl
- Edvin Adolphson - Dr. Johnson
- Elsa Burnett - Mary Jonston

Ej krediterade, urval:
- Gösta Cederlund - man på Yachtklubben
- Carl Ström - man på Yachtklubben
- Erik Rosén - man på Yachtklubben
- Axel Högel - garderobsvaktmästare Andersson
- Millan Bolander - Karin
- David Erikson - hotellportier
- George Fant - ung man i lobbyn
- Ingrid Envall - uppasserska på hotellet

## Musik i filmen
- In Ravenna, kompositör Hans May, instrumental.
- Wiegenlied/Guten Abend, gut' Nacht .../Des Knaben Wunderhorn (Vaggvisa/Nu i ro slumra in), kompositör Johannes Brahms, svensk text Knut Nyblom, instrumental.

## DVD
Filmen finns utgiven på DVD.